# 不忘初心继续前进
《不忘初心继续前进》是由中共中央宣传部、中共中央文献研究室、中共中央党史研究室、国家发展和改革委员会、国家新闻出版广电总局、中央军委政治工作部、中国中央电视台联合制作的七集电视纪录片，于2017年10月5日至11日晚8点在中央电视台综合频道播出。

## 分集
| 集数   | 名称         | 中国播放日期   |
| ------ | ------------ | -------------- |
| 第一集 | 《举旗定向》 | 2017年10月5日  |
| 第二集 | 《人民至上》 | 2017年10月6日  |
| 第三集 | 《攻坚克难》 | 2017年10月7日  |
| 第四集 | 《凝心铸魂》 | 2017年10月8日  |
| 第五集 | 《强军路上》 | 2017年10月9日  |
| 第六集 | 《合作共赢》 | 2017年10月10日 |
| 第七集 | 《永立潮头》 | 2017年10月11日 |